# Tipula (Lunatipula) cladacantha
Tipula (Lunatipula) cladacantha is een tweevleugelige uit de familie langpootmuggen (Tipulidae). De soort komt voor in het Nearctisch gebied.